# Szalatnyay József
Szalatnyay József, Klauszer (Eperjes, 1915. július 12. – Budapest, 1995. január 3.) magyar festő, grafikus.

## Életútja
Szőnyi István és Vaszary János Baross utcai festőiskolában tanult 1932-ben, majd 1933–1938 között a Magyar Képzőművészeti Főiskola hallgatója volt, ahol Réti István tanította. Tanulmányúton járt 1936-ban Olaszországban, később Ausztriában, Svájcban, 1964-ben Franciaországban, 1976-ban pedig Mexikóban. 1941–1948 között a Vallás- és Közoktatási Minisztérium munkatársa volt. Ezután a Magyar Képzőművészeti Főiskolán tanított, de 1949-ben elbocsátották. 1991-ben rehabilitálták, ekkor elnyerte a Magyar Képzőművészeti Főiskola címzetes főiskolai tanára címet. 1949–1951 között a Zrínyi Miklós Katonai Akadémia grafikusaként dolgozott, majd 1956-ig vezette a Központi Tiszti Ház képzőművészeti körét. Ezután rajztanár volt Soroksáron, Pesterzsébeten és az I. kerületben. 1986–1989 között főtitkára volt a Molnár-C. Pál Baráti Körnek, 1989–1994 között pedig annak tiszteletbeli elnöke lett.

## Díjak/ösztöndíjak
- 1983 Munkácsy Mihály-díj

## Egyéni kiállítások
- 1960 • Derkovits Terem, Budapest
- 1966 • Portré kiállítás, Mátyás Király Múzeum, Visegrád
- 1968 • Képcsarnok, Nagykanizsa • Képcsarnok, Pécs
- 1969 • Képcsarnok, Eger
- 1970 • Portré kiállítás, Kulturális Kapcsolatok Intézete, Dorottya u. Galéria, Budapest
- 1971 • Kiállítóterem, Dunaújváros
- 1973 • Képcsarnok, Szeged (kat.)
- 1975 • Képcsarnok, Veszprém
- 1977 • Csók Galéria, Budapest
- 1979 • Képcsarnok, Győr
- 1981 • Aba Novák Terem, Szolnok (kat.)
- 1983 • Horizont Tévémozi, Budapest • Diósy Terem, Gyöngyös
- 1985 • Vigadó Galéria, Budapest • Kisfaludy Strobl Terem, Zalaegerszeg
- 1987 • Erdei F. Művelődési Központ, Kecskemét
- 1988 • Hevesi Szemle Galéria, Eger • Művelődési Ház, Kalocsa
- 1992 • Művelődési Ház, Szombathely
- 1993 • Barcsay Terem, Budapest
- 1995 • Emlékkiállítás, Vigadó Galéria, Budapest
- 2004 • Hagyatéki kiállítás, Ráday Galéria, Budapest

## Válogatott csoportos kiállítások
- 1946 • A békásmegyeri művésztelep kiállítása, Ernst Múzeum, Budapest
- 1947 • Magyar művészhetek reprezentatív képzőművészeti kiállítása, Ernst Múzeum, Budapest
- 1948 • XXXV. kiállítás, Fővárosi Képtár, Budapest
- 1951 • II. Magyar Képzőművészeti kiállítás, Műcsarnok, Budapest
- 1953 • IV. Magyar Képzőművészeti kiállítás, Műcsarnok, Budapest
- 1954 • Magyar Kisplasztikai és Grafikai Kiállítás, Ernst Múzeum, Budapest • V. Magyar Képzőművészeti kiállítás, Műcsarnok, Budapest
- 1955 • I. Országos Képzőművészeti kiállítás, Herman Ottó Múzeum, Miskolc
- 1957 • Tavaszi Tárlat, Műcsarnok, Budapest • 70 művész kiállítása, Ernst Múzeum, Budapest
- 1958 • Dunántúli Képzőművészek Kiállítása, Szent István Király Múzeum, Székesfehérvár
- 1962 • A Dunakanyar a képzőművészetben, Szentendre
- 1963 • Portré- és fejtanulmányok, Sopron
- 1965 • Angyalföldi Kultúrotthon, Budapest
- 1972 • 6. Balatoni Nyári Tárlat, Balatoni Múzeum, Keszthely
- 1974 • Nyári tárlat, Nagymaros
- 1982 • Bakony-Balaton, Csontváry Terem, Budapest
- 1984 • Arcok és sorsok, Hatvani Galéria, Hatvan
- 2001 • Kodály kortársai a magyar képzőművészetben, Kecskeméti Képtár, Kecskemét
- 2004 • Molnár C. Pál Baráti Kör negyedik kiállítása, Helikon Kastélymúzeum, Keszthely • Molnár C. Pál Baráti Kör ötödik kiállítása, Szent István Művelődési Ház, Székesfehérvár
- 2007 • Országunk titkos ereje, Molnár-C.Pál Baráti Kör Kiállítása, Szt. István Bazilika, Budapest  (kat.)
- 2011 • Lustrum. Budapest Történeti Múzeum, Budapest.

## Művek közgyűjteményekben

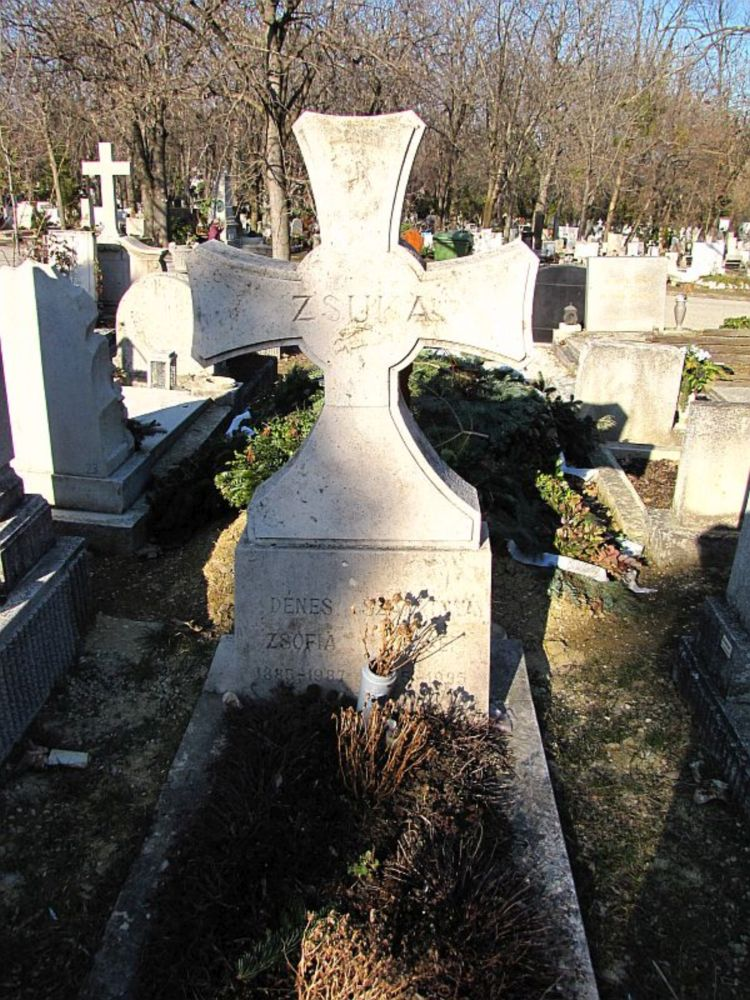
Sírja a Farkasréti temetőben (48/3-2-3)

- Csajkovszkij Konzervatórium, Moszkva (RUS)
- Eötvös Collegium, Budapest
- Fővárosi Képtár, Budapest
- Janus Pannonius Múzeum, Pécs
- Kecskeméti Képtár, Kecskemét
- Magyar Nemzeti Galéria, Budapest
- MTA, Budapest
- Petőfi Irodalmi Múzeum, Budapest
- Thury György Múzeum, Nagykanizsa